# Dicopomorpha
Dicopomorpha (лат.) — род микроскопических хальцидоидных наездников из семейства Mymaridae. Известно около 20 видов. Включает самых мелких насекомых в мире, вид Dicopomorpha echmepterygis с длиной тела примерно 0,139 мм.

## Распространение
Повсеместно.

## Описание
Микроскопические хальцидоидные наездники. Длина тела менее 1 мм (139—425 мкм). Вид Dicopomorpha echmepterygis Mockford, 1997 с длиной примерно 0,139 мм признан самым маленьким насекомым в мире. Усики нитевидные. Жгутик усика самки 6-7-члениковый, с fu 2 короче или равными fu 1 и fu 3. Мандибулы в сомкнутом состоянии накладываются друг на друга медиально, каждая с 2 небольшими одинаковыми зубцами; затылок без линий, борозд или килей, за исключением средней поперечной борозды переменной длины, чуть выше шейного отверстия; переднее крыло за жилкованием, задний край образует равномерно закругленную лопасть (рис. 346, 347). Четыре перепончатых крыла (задняя пара меньше передней) с полностью редуцированным жилкованием. Брюшко стебельчатое. В Неарктике самцов никогда не собирали в дикой природе; единственные известные самцы относятся к одному включенному виду и были выращены в лаборатории из культуры Psocoptera. В Неарктике хозяева сеноеды: Lepidopsocidae (Psocoptera)

## Систематика
Около 20 видов. Род впервые выделен в 1955 году аргентинским энтомологом русского происхождения Александром Алексеевичем Оглоблиным (1891—1967). Валидный статус рода подтверждён 2009 году. Dicopomorpha принадлежит к группе родов Alaptus вместе с Alaptus, Callodicopus, Dicopus и Litus. Он больше всего похож на Callodicopus, но не имеет толстой вершинной трабекулы на голове, проходящей поперек затылка. Он отличается от Dicopus тем, что мандибулы в закрытом состоянии пересекаются медиально, голова вентрально к нижнему краю глаза не так сильно сужается, а переднее крыло шире.
- Dicopomorpha albithorax Rameshkumar & Manickavasagam, 2016 — Индия[5]
- Dicopomorpha echmepterygis Mockford, 1997 — Коста-Рика[6]
- Dicopomorpha funiculata Rameshkumar & Manickavasagam, 2016 — Индия[5]
- Dicopomorpha indica (Subba Rao, 1989) — Индия[7]
- Dicopomorpha koreana Triapitsyn & Berezovskiy, 2003 — Южная Корея
- Dicopomorpha lathae Manickavasagam and Athithya, 2023 — Индия[8]
- Dicopomorpha liaoningensis (Lou, Cao et Lou, 1999) — Китай[9]
  - =Alaptus liaoningensis
- Dicopomorpha longiscapa Rameshkumar & Manickavasagam, 2016 — Индия[5]
- Dicopomorpha macrocephala Ogloblin, 1955 — Аргентина
- Dicopomorpha manickavasagami Athithya, 2023 — Индия[8]
- Dicopomorpha maximus (Girault) — Австралия
  - =Eomymar maximus
- Dicopomorpha minuta Rameshkumar & Manickavasagam, 2016 — Индия[5]
- Dicopomorpha mohani Manickavasagam and Athithya, 2023 — Индия[8]
- Dicopomorpha pulchricornis (Ogloblin, 1955) — Аргентина
  - =Chromodicopus pulchricornis
- Dicopomorpha schleideni (Girault, 1912) — Австралия
  - =Litus schleideni
- Dicopomorpha stramineus (Ogloblin, 1955) — Аргентина
  - =Dicopulus stramineus
- Dicopomorpha victoria (Girault) — Австралия
  - =Dicopus victoria
- Dicopomorpha zebra Huber, 2009 — Африка (Нигерия)[2]